# Thomas Shimada
Thomas Shimada (トーマス嶋田, Shimada Thomas), né le 10 février 1975 à Philadelphie, est un joueur de tennis japonais.

## Palmarès

### Titres en double messieurs
| No | Date       | Nom et lieu du tournoi      | Catégorie   | Dotation  | Surface      | Partenaire    | Finalistes                          | Score         |          |
| -- | ---------- | --------------------------- | ----------- | --------- | ------------ | ------------- | ----------------------------------- | ------------- | -------- |
| 1  | 17-09-2001 | Heineken Open Shanghai      | Int' Series | 375 000 $ | Dur (ext.)   | Byron Black   | John-Laffnie de Jager Robbie Koenig | 6-2, 3-6, 7-5 |          |
| 2  | 22-07-2002 | Generali Open Kitzbühel     | Series Gold | 855 000 $ | Terre (ext.) | Robbie Koenig | Lucas Arnold Ker Àlex Corretja      | 7-63, 6-4     | Parcours |
| 3  | 08-09-2003 | Brasil Open Costa do Sauípe | Int' Series | 355 000 $ | Dur (ext.)   | Todd Perry    | Scott Humphries Mark Merklein       | 6-2, 6-4      | Parcours |

### Finales en double messieurs
| No | Date       | Nom et lieu du tournoi                   | Catégorie   | Dotation  | Surface      | Vainqueurs                       | Partenaire      | Score     |          |
| -- | ---------- | ---------------------------------------- | ----------- | --------- | ------------ | -------------------------------- | --------------- | --------- | -------- |
| 1  | 06-11-2000 | St. Petersburg Open Saint-Pétersbourg    | Int' Series | 775 000 $ | Dur (int.)   | Daniel Nestor Kevin Ullyett      | Myles Wakefield | 7-65, 7-5 | Parcours |
| 2  | 05-03-2001 | Citrix Tennis Championships Delray Beach | Int' Series | 325 000 $ | Dur (ext.)   | Jan-Michael Gambill Andy Roddick | Myles Wakefield | 6-3, 6-4  | Parcours |
| 3  | 21-07-2003 | Croatia Open Umag                        | Int' Series | 375 000 $ | Terre (ext.) | Álex López Morón Rafael Nadal    | Todd Perry      | 6-1, 6-3  | Parcours |

## Parcours enGrand Chelem

### En double
| Année | Open d'Australie         | Open d'Australie               | Roland-Garros | Roland-Garros | Wimbledon | Wimbledon | US Open | US Open |
| ----- | ------------------------ | ------------------------------ | ------------- | ------------- | --------- | --------- | ------- | ------- |
| 2003  | 1er tour Feliciano López | Hicham Arazi Younès El Aynaoui |               |               |           |           |         |         |
| 2004  | 1er tour Todd Perry      | Martín García Sebastián Prieto |               |               | -         | -         | -       | -       |

Sous le résultat, la partenaire ; à droite, l'ultime équipe adverse.